# Yvon Brochu
Pour les articles homonymes, voir Brochu.
Ne doit pas être confondu avec Yvon Brochu (homme politique).
Yvon Brochu, né le 18 mars 1949, est un auteur de livres pour les jeunes.
Il est notamment l'auteur des séries « Galoche » et « Abrakadabra, chat de sorcière » et l'auteur du livre schlack.

## Œuvres

### Romans
Romans hors série
- L'Extra-terrestre, éditions du Jour, coll. « Tout âge », Montréal, 1975, 187 p.,  (ISBN 0776006908)
- On ne se laisse plus faire, éditions Québec/Amérique, coll. « Jeunesse/Romans », Montréal, 1989, 134 p.,  (ISBN 2-89037-437-8) — A fait l'objet d'une réédition en livre audio sur cassette.
- On n'est pas des monstres, éditions Québec/Amérique, coll. « Littérature jeunesse » no 39, Montréal, 1992, 180 p.,  (ISBN 2-89037-595-1) — A fait l'objet d'une réédition en livre audio sur cassette.
- Arrête de faire le clown, éditions Québec/Amérique, coll. « Gulliver jeunesse » no 44, Montréal, 1993, 138 p.,  (ISBN 2-89037-632-X)
- Loulou, fais ta grande ! (avec des illustrations de Stéphane Jorisch), éditions Héritage jeunesse, coll. « Carrousel : mini-roman » no 1, Saint-Lambert (Québec), 1995, 59 p.,  (ISBN 2-7625-8115-X)
- Tantan l'ouragan (avec des illustrations de Philippe Germain), éditions Héritage jeunesse, coll. « Carrousel : mini-roman » no 8, Saint-Lambert (Québec) et Lagny-sur-Marne, 1995, 40 p.,  (ISBN 2-7625-8116-8), (BNF 35855970)
- La muse de Monsieur Buse (avec des illustrations de Dominique Jolin), éditions Héritage jeunesse, coll. « Carrousel : mini-roman » no 20, Saint-Lambert (Québec) et Lagny-sur-Marne,1996, 45 p.,  (ISBN 2-7625-8353-5), (BNF 35866496)
- Sauvez Henri ! (avec des illustrations de Leanne Franson), éditions Dominique et compagnie, coll. « Roman rouge » no 5, Saint-Lambert (Québec), 2001, 44 p.,  (ISBN 2-89512-223-7), (BNF 39288983)
- La Belle Histoire de Zigzag (avec des illustrations de Paule Thibault), éditions Dominique et compagnie, coll. « Roman vert » no 8, Saint-Lambert (Québec), 2002, 76 p.,  (ISBN 2-89512-274-1) — A fait l'objet d'une réédition en alphabet Braille.
- Un amour de prof  (avec des illustrations de Anne Villeneuve), éditions Dominique et compagnie, coll. « Roman vert » no 10, Saint-Lambert (Québec), 2003, 74 p.,  (ISBN 2-89512-291-1)
- Le Fantôme du bateau atelier (avec des illustrations de Steve Adams), éditions Dominique et compagnie, coll. « Roman vert » no 12, Saint-Lambert (Québec), 2003, 74 p.,  (ISBN 2-89512-326-8), (BNF 39288873).
- Hercule : la grosse pilule (avec des illustrations de Paule Thibault), éditions FouLire, coll. « La joyeuse maison hantée : Urgence ! » no 17, Québec, 2009, 88 p.,  (ISBN 978-2-89591-091-6)

Série « Pat le Pou »
1. Anik Bissonnette, danseuse de ballet, et Pat le Pou, éditions Héritage jeunesse, coll. « En plein cœur », Saint-Lambert (Québec), 1995, 143 p.,  (ISBN 2-7625-8114-1)
2. Marina Orsini, comédienne, et Pat le Pou, éditions Héritage jeunesse, coll. « En plein cœur », Saint-Laurent (Québec), 1996, 163 p.,  (ISBN 2-7625-8365-9)
3. Jocelyn Thibault, gardien de but, et Pat le Pou, éditions Dominique et compagnie, coll. « En plein cœur », Saint-Lambert (Québec), 1997, 127 p.,  (ISBN 2-7625-8613-5) — A fait l'objet d'une réédition en alphabet Braille.

Série « Alexis »
1. Alexis, en grande première !, éditions Pierre Tisseyre, Montréal, 1988, 140 p.,  (ISBN 2-89051-354-8)
2. Alexis, plonge et compte !, éditions Pierre Tisseyre, Montréal, 1989, 145 p.,  (ISBN 2-89051-375-0)
3. Alexis, en vacances forcées, éditions Pierre Tisseyre, Montréal, 1990, 141 p.,  (ISBN 2-89051-406-4)
4. Alexis perd la boule, éditions Pierre Tisseyre, Montréal, 1991, 143 p.,  (ISBN 2-89051-454-4)
5. Alexis dans de beaux draps, éditions Pierre Tisseyre, Montréal, 1992, 148 p.,  (ISBN 2890514781)
6. Alexis a son voyage, éditions Pierre Tisseyre, Saint-Laurent, 1993, 139 p.,  (ISBN 2-89051-521-4)
7. Alexis et son album de famille, éditions Pierre Tisseyre, Saint-Laurent, 1994, 151 p.,  (ISBN 2-89051-554-0)
8. Alexis et Karaté Kyle Kid, éditions Pierre Tisseyre, Montréal, 1995, 163 p.,  (ISBN 2-89051-601-6) — A fait l'objet d'une réédition en alphabet Braille.

Série « Galoche »
1. Galoche chez les Meloche (avec des illustrations de David Lemelin), éditions FouLire,  coll. « Galoche » no 1, Sainte-Foy (Québec), 2002, 117 p.,  (ISBN 2-89591-000-6)
2. Galoche en a plein les pattes (avec des illustrations de David Lemelin), éditions FouLire, coll. « Galoche » no 2, Québec, 2003, 125 p.,  (ISBN 2-89591-001-4)
3. Galoche : une vraie année de chien (avec des illustrations de David Lemelin), éditions FouLire, coll. « Galoche » no 3, Québec, 2004, 136 p.,  (ISBN 2-89591-003-0)
4. Galoche en état de choc (avec des illustrations de David Lemelin), éditions FouLire, coll. « Galoche » no 4, Charlesbourg, 2004, 129 p.,  (ISBN 2-89591-004-9) — Ouvrage couronné, en 2005, par le Prix des abonnés du Réseau des bibliothèques de la Ville de Québec, dans la catégorie « Ouvrage documentaire ou de fiction jeunesse ». — A fait l'objet d'une réédition en alphabet Braille.
5. Galoche : le vent dans les oreilles (avec des illustrations de David Lemelin), éditions FouLire, coll. « Galoche » no 5, Charlesbourg, 2005, 121 p.,  (ISBN 2-89591-015-4) — Ouvrage couronné en 2006 par le Prix des abonnés du Réseau des bibliothèques de la Ville de Québec, dans la catégorie « Ouvrage documentaire ou de fiction jeunesse ».
6. Galoche en grande vedette (avec des illustrations de David Lemelin), éditions FouLire, coll. « Galoche » no 6, Québec, 2006, 115 p.,  (ISBN 978-2-89591-023-7)
7. Galoche : Un chat dans la gorge (avec des illustrations de David Lemelin), éditions FouLire, coll. « Galoche » no 7, Québec, 2007, 127 p.,  (ISBN 978-2-89591-047-3)
8. Galoche : Sauve qui pique ! (avec des illustrations de David Lemelin), éditions FouLire, coll. « Galoche » no 8, Québec, 2009, 129 p.,  (ISBN 978-2-89591-061-9)
9. Galoche : Haut les pattes ! (avec des illustrations de David Lemelin), éditions FouLire, coll. « Galoche » no 9, Québec, 2009, 126 p.,  (ISBN 978-2-89591-088-6)
10. Galoche : C'est parti mon Frisbee

Série « Abrakadabra, chat de sorcière »
1. La sorcière Makiavellina (avec des illustrations de Paule Thibault), éditions FouLire, coll. « La joyeuse maison hantée » no 2, Québec, 2004, 69 p.,  (ISBN 2-89591-005-7)
2. La sorcière Griffellina (avec des illustrations de Paule Thibault), éditions FouLire, coll. « La joyeuse maison hantée » no 5, Charlesbourg, 2005, 69 p.,  (ISBN 2-89591-013-8)
3. La sorcière Méli-Méla (avec des illustrations de Paule Thibault), éditions FouLire, coll. « La joyeuse maison hantée » no 8, Québec, 2006, 71 p.,  (ISBN 978-2-89591-025-1)
4. Les sorcières Vice et Versa (avec des illustrations de Paule Thibault), éditions FouLire, coll. « La joyeuse maison hantée » no 11, Québec, 2006, 81 p.,  (ISBN 978-2-89591-045-9)
5. La Sorcière la Manetta (avec des illustrations de Paule Thibault), éditions FouLire, coll. « La joyeuse maison hantée » no 14, Québec, 2008, 83 p.,  (ISBN 978-2-89591-068-8)

Série « Les grands romans illustrés de Félix et William »
Série atypique qui associe Yvon Brochu comme auteur principal, le cycliste et homme d'affaires Louis Garneau comme collaborateur aux scénarios et éditeur, et Chantal Brunet, illustratrice au sein de la société Louis Garneau Sports Inc.
1. Le monstre du lac Noir, éditions Louis Garneau, Saint-Augustin-de-Desmaures, 2002, 20 p.,  (ISBN 2-923028-00-7)
2. La sorcière des neiges, éditions Louis Garneau, Saint-Augustin-de-Desmaures, 2003, 20 p.,  (ISBN 2-923028-01-5)
3. Pique-nique chez les fantômes, éditions Louis Garneau, Saint-Augustin-de-Desmaures, 2004, 20 p.,  (ISBN 2-923028-02-3)

### Bandes dessinées
Série « Octave »
1. Dolce vita (textes de Yvon Brochu, dessins de Patrice Dubray), éditions Ovale, coll. « Octave », Sillery, 1983, 32 p.,  (ISBN 289186025X)
2. En voiture ! (textes de Yvon Brochu, dessins de Patrice Dubray), éditions Ovale, coll. « Octave », Sillery, 1983, 42 p.,  (ISBN 2891860349)

Série « Galoche supercaboche »
1. Galoche supercaboche (textes d'Yvon Brochu, dessins de David Lemelin), éditions FouLire, Sainte-Foy (Québec), 2003, 63 p.,  (ISBN 2-89591-002-2)
2. Galoche supercaboche et le club des 100 000 poils! (textes d'Yvon Brochu, dessins de David Lemelin), éditions FouLire, Charlesbourg, 2005, 63 p.,  (ISBN 2-89591-011-1)
3. Galoche supercaboche et les Jeux olympiques! (textes d'Yvon Brochu, dessins de David Lemelin), éditions FouLire, Charlesbourg, 2006, 63 p.,  (ISBN 2-89591-022-7)